# Microlinyphia
Genre
Synonymes
- Pusillia Chamberlin & Ivie, 1943
- Bonnetiella Caporiacco, 1949

Microlinyphia est un genre d'araignées aranéomorphes de la famille des Linyphiidae.

## Distribution
Les espèces de ce genre se rencontrent en écozones holarctique et afrotropicale.

## Liste des espèces
Selon World Spider Catalog (version 24, 28/01/2023) :
- Microlinyphia aethiopica (Tullgren, 1910)
- Microlinyphia cylindriformis Jocqué, 1985
- Microlinyphia dana (Chamberlin & Ivie, 1943)
- Microlinyphia delesserti (Caporiacco, 1949)
- Microlinyphia impigra (O. Pickard-Cambridge, 1871)
- Microlinyphia johnsoni (Blackwall, 1859)
- Microlinyphia mandibulata (Emerton, 1882)
- Microlinyphia mandibulata punctata (Chamberlin & Ivie, 1943)
- Microlinyphia pusilla (Sundevall, 1830)
- Microlinyphia rehaiensis Irfan, Zhang & Peng, 2022
- Microlinyphia simoni van Helsdingen, 1970
- Microlinyphia spiralis Irfan, Zhang & Peng, 2022
- Microlinyphia sterilis (Pavesi, 1883)
- Microlinyphia zhejiangensis (Chen, 1991)

## Systématique et taxinomie
Ce genre a été décrit par Gerhardt en 1928 dans les Linyphiidae.
Pusillia a été placé en synonymie par Wiehle en 1956.
Bonnetiella a été placé en synonymie par van Helsdingen en 1970.

## Publication originale
- Gerhardt, 1928 : « Biologische Studien an griechischen, corsischen und deutschen Spinnen. » Zeitschrift für Morphologie und Ökologie der Tiere, vol. 10, p. 576-675.